# Freedom House (Georgetown)
Pour les articles homonymes, voir Freedom House.
Le Freedom House est un bâtiment de Georgetown au Guyana.
Il est le siège du Parti populaire progressiste.
Il comporte une librairie.

## Historique
Le 17 juillet 1964, Freedom House est le théâtre d’un attentat au colis piégé.

## Localisation
Il est situé au 41 Robb Street, Georgetown au Guyana,,.